# Mohéli Bandar Es Eslam Airport
Mohéli Bandar Es Eslam Airport är en flygplats i Komorerna. Den ligger i den västra delen av landet, 90 km sydost om huvudstaden Moroni. Mohéli Bandar Es Eslam Airport ligger 21 meter över havet. Den ligger på ön Mohéli.
Terrängen runt Mohéli Bandar Es Eslam Airport är kuperad åt sydväst, men norrut är den platt. Havet är nära Mohéli Bandar Es Eslam Airport åt nordost.  Närmaste större samhälle är Fomboni, 3,3 km nordväst om Mohéli Bandar Es Eslam Airport. 